# Île de Puget
L’île de Puget (anglais : Puget Island) est une île fluviale du fleuve Columbia et une zone non-incorporée du comté de Wahkiakum dans l'État américain de Washington.
Le pont Julia Butler Hansen avec la Washington State Route 409 relie l'île à Cathlamet.
L'île est un refuge au Cerf à queue blanche de Colombie.
Elle est nommée d'après Peter Puget de l'expédition Vancouver.